# Municipio de Smithfield (condado de Bradford)
El municipio de Smithfield (en inglés: Smithfield Township) es un municipio ubicado en el condado de Bradford en el estado estadounidense de Pensilvania. En el año 2000 tenía una población de 1.538 habitantes y una densidad poblacional de 14.3 personas por km².

## Geografía
El municipio de Smithfield se encuentra ubicado en las coordenadas 41°51′12″N 76°37′14″O / 41.85333, -76.62056.

## Demografía
Según la Oficina del Censo en 2000 los ingresos medios por hogar en la localidad eran de $36,500 y los ingresos medios por familia eran $40,903. Los hombres tenían unos ingresos medios de $30,685 frente a los $21,625 para las mujeres. La renta per cápita para la localidad era de $16,335. Alrededor del 9,9% de la población estaban por debajo del umbral de pobreza.